# Raph (actrice)
Pour les articles homonymes, voir Raph.
Raph est une actrice française née le 28 décembre 1998 à Roncq.

## Biographie
Originaire du Nord de la France, elle grandit à Blaringhem et obtient son baccalauréat en juin 2016. Raph joue le rôle de Billie Van Peteghem dans Ma Loute, réalisé par Bruno Dumont en 2016. Sa performance lui vaut une nomination au César du meilleur espoir féminin lors des César 2017.
En 2018, elle participe au clip Mama Sorry du groupe Hyphen Hyphen, elle y joue une jeune femme lesbienne victime de violences,.

## Filmographie

### Cinéma
- 2016 : Ma Loute de Bruno Dumont : Billie Van Peteghem

### Télévision
- 2018 : Capitaine Marleau de Josée Dayan, (saison 2, épisode 7 : Ne plus mourir, jamais) : Aurore Tamani
- 2021 : Luther de  David Morley, (saison 1, épisode 3 : Pile et épisode 4 : Face)

### Clip
- 2018 : Clip Mama Sorry du groupe Hyphen Hyphen

### Publicité
- 2017 : Girl's Secret (court métrage) de Rebecca Zlotowski, pour la marque de prêt-à-porter de luxe Fendi[6]

## Distinctions

### Nominations
- Prix Lumières 2017 : Nommée pour le prix Lumières du meilleur espoir féminin pour son rôle dans Ma Loute
- César 2017 : Nommée pour le César du meilleur espoir féminin pour son rôle dans Ma Loute